# Tsunami 2265
Tsunami 2265 (рус. Стальные самураи) — это компьютерная игра в жанре шутера от третьего лица, разработанная ProGraph Research и изданная Got Game Entertaiment 16 июля 2002 года (9 апреля 2003 года в России) для ПК. Локализатором в России является AZZA Games, а издателем — Руссобит-М.

## Игровой процесс
Игроку предстоит пройти 13 уровней, включая первый «тренировочный» уровень в додзё.

## Рецензии
| Сводный рейтинг       | Сводный рейтинг     |
| Агрегатор             | Оценка              |
| --------------------- | ------------------- |
| GameRankings          | 37,92 %             |
| Metacritic            | 35/100 (11 обзоров) |
| MobyRank              | 37/100              |
| Иноязычные издания    |                     |
| Издание               | Оценка              |
| AllGame               | [ 4 ]               |
| GameSpot              | 2,6/10              |
| GameSpy               | [ 6 ]               |
| GameZone              | 8/10                |
| IGN                   | 3/10                |
| Русскоязычные издания |                     |
| Издание               | Оценка              |
| Absolute Games        | 40 %                |

Игра получила негативные отзывы: из 11 рецензий на сайте Metacritic 9 были отрицательными.